# Lycomimus ampliatus
Lycomimus ampliatus là một loài bọ cánh cứng trong họ Cerambycidae.